# Epsach
Epsach (in einheimischer Mundart [ˈepsə]) ist ein Dorf und eine politische Gemeinde im Verwaltungskreis Seeland des Schweizer Kantons Bern. Neben dem Ober- und Unterdorf umfasst sie noch die Siedlungen in der Klus und der Baar. Unter demselben Namen existiert neben der Einwohnergemeinde auch eine Burgergemeinde.

## Geographie
Epsach liegt im Berner Seeland. Die Nachbargemeinden von Norden beginnend im Uhrzeigersinn sind Mörigen, Hermrigen, Bühl BE, Walperswil und Täuffelen.

## Geschichte
Die Besiedlungsspuren auf dem Gemeindegebiet reichen bis in die Bronzezeit zurück. Der Ortsname ist vielleicht 1244 als Ebza, sicher 1345 als Epzach bezeugt und geht wahrscheinlich auf eine Ableitung vom lateinischen Personennamen Abidius mit dem keltischen Ortsnamensuffix -akos/-acum zurück.

## Sehenswürdigkeiten
Als Charakteristikum des kompakten Dorfes erweisen sich fünf längs der Strassen stehende und grösstenteils datierte Gemeindebrunnen. Die Brunnen von Epsach sind, nebst den schützens- oder erhaltenswerten Bauernhäusern, Teil des Ortsbildes und von nationaler Bedeutung.

## Politik
Bei den Nationalratswahlen 2023 betrugen die Wähleranteile in Epsach (in Klammern die Veränderung im Vergleich zu den Wahlen 2019 in Prozentpunkten): SVP 48,68 % (−5,28), glp 10,92 % (+3,92), SP 10,41 % (+0,65), EDU 5,57 % (+3,37), FDP 5,21 % (+2,51), Mitte 4,73 % (−4,87), Grüne 4,70 % (−2,54), EVP 3,98 % (+0,71), SD 0,72 % (+0,65).

## Versorgung
Wasser
Epsach ist eine Verbandsgemeinde der Seeländischen Wasserversorgung.